# Rynek w Olkuszu
Rynek w Olkuszu – rynek miejski znajdujący się na Olkuskim Starym Mieście. Wytyczony został w 1299 roku, przy lokacji miasta. Wybiega z niego 6 ulic (Sławkowska, Floriańska, Augustiańska, Krakowska, Żuradzka i Basztowa). Ma kształt kwadratu, wydłużonego na wschód po cofnięciu kamienic w XIX wieku (obecnie tę część zajmuje parking samochodowy).

## Obiekty znajdujące się wokół Rynku
- Bazylika św. Andrzeja
- Duże kamienice (pałace) o numerach 2 i 3 na zachodniej pierzei stanowiące Urząd Miasta
- Szereg starych, także zabytkowych kamienic pochodzących głównie z XVIII i XIX wieku

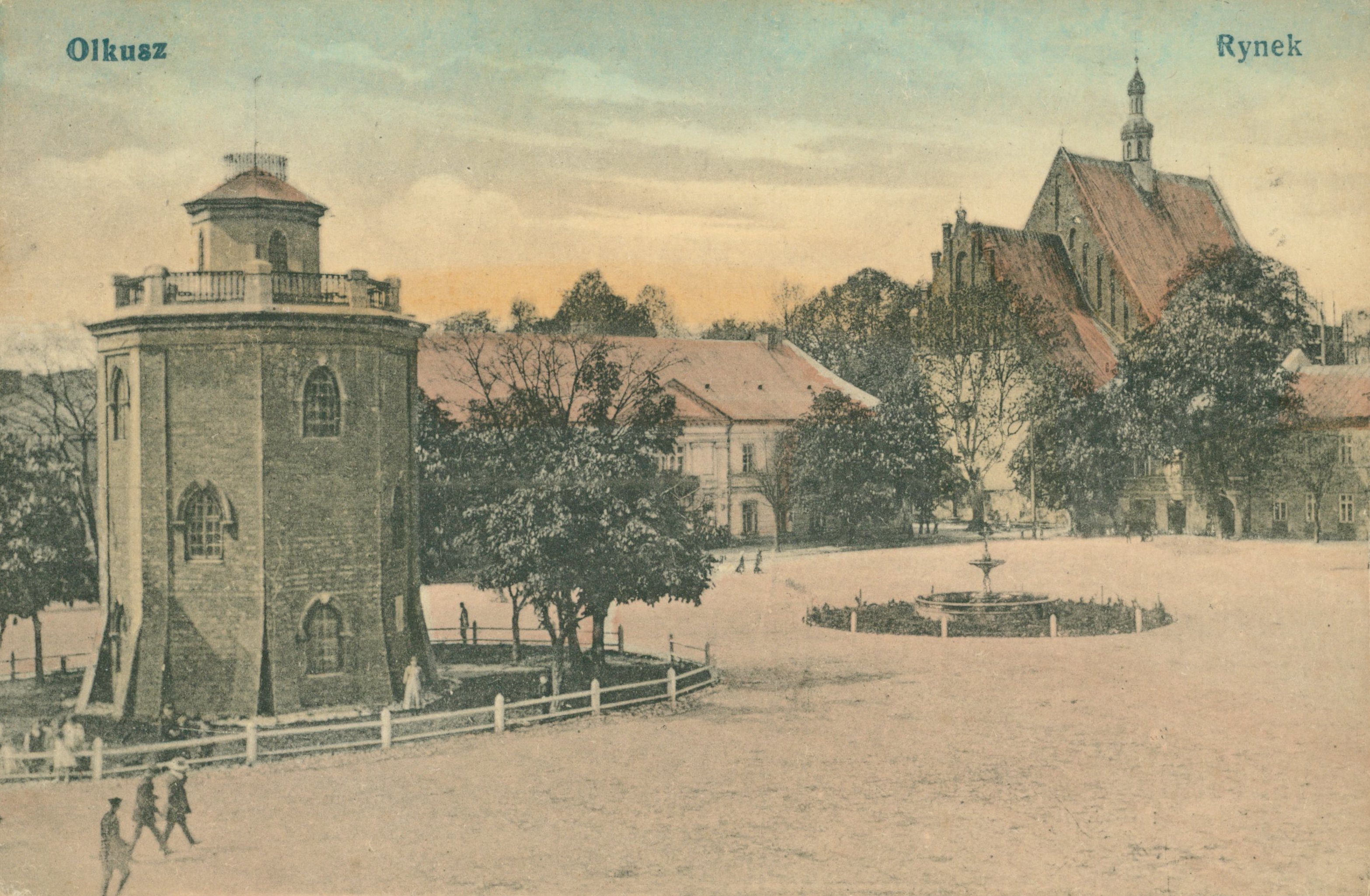
Rynek po 1905
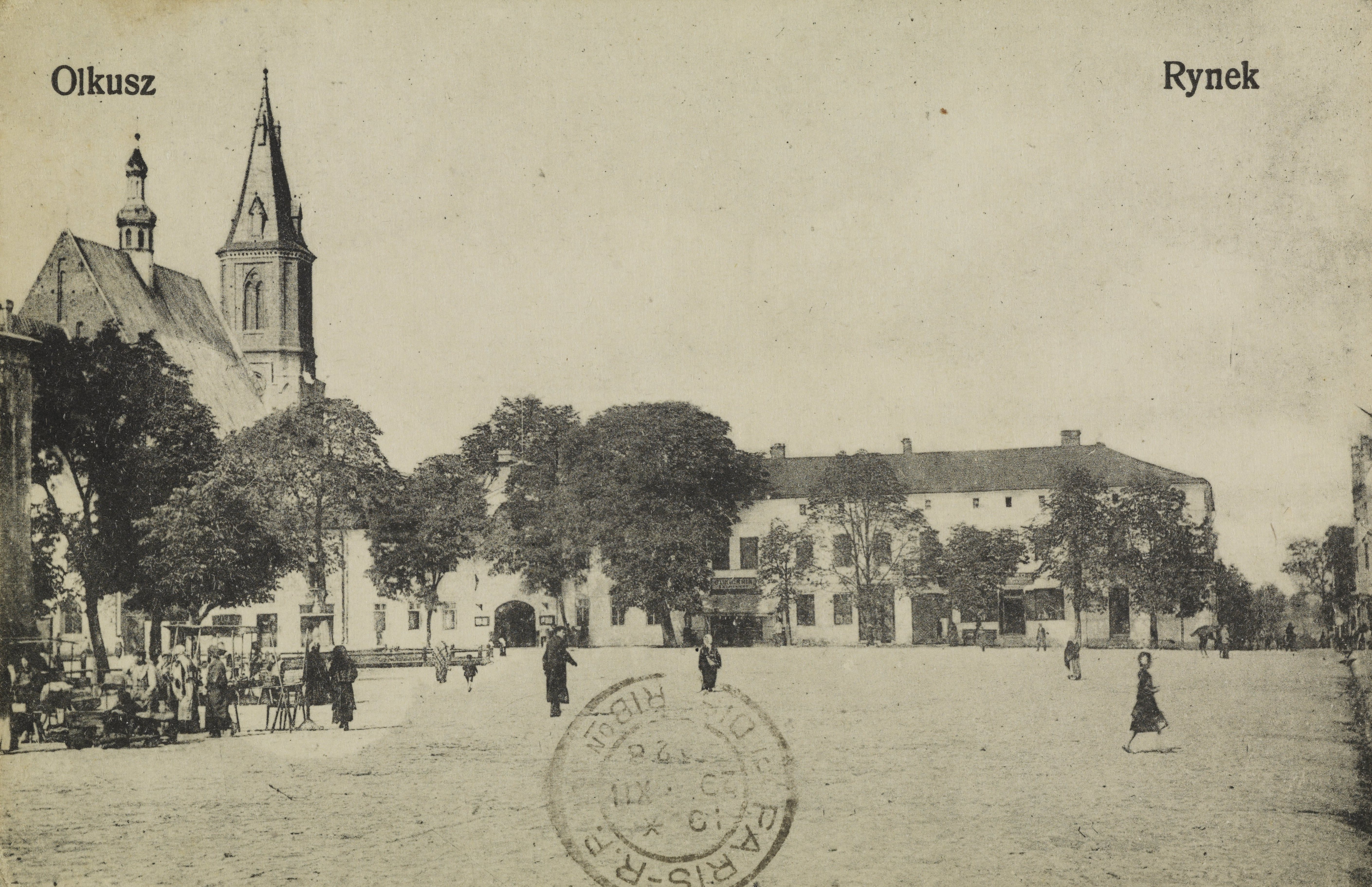
Rynek około 1929

## Obecnie
W latach 2011–2013 rynek przebudowano. Z płyty zniknął parking samochodowy (obecnie znajduje się on dookoła placu), wybudowano dwie fontanny, postawiono drewniane ławki dookoła rynku, a także zrekonstruowano przyziemie zburzonego w XVIII wieku Ratusza, które docelowo ma służyć jako zejście do podziemnego muzeum oraz jako scena.